# Емил Танев
Емил Иванов Танев е български полицай, генерал-майор от МВР.

## Биография
Роден е на 16 ноември 1954 г. в София. Завършва Академията на МВР през 1979 г. след което започва работа в Шесто РПУ в София. От 1992 до 1996 г. е началник на 6 РПУ в София. Има завършени курсове в академията на ФБР и магистърска степен но право в Югозападния университет в Благоевград. През 1996 г. напуска системата на МВР и става шеф по сигурността на БРИБАНК. На 5 март 1997 г. е назначен от Богомил Бонев за директор на СДВР. На 29 юни 1998 г. е удостоен със звание генерал-майор от МВР. През септември 2000 г. подава оставка след убийствата на ватманите Лазар Колибаров и Анита Методиева. През октомври 2000 г. става главен изпълнителен директор на столичната общинска охранителна фирма „Егида“. От август 2004 г. е заместник-кмет на София, отговарящ за сигурността.

## Звания
- Генерал-майор (29 юни 1998)